# Alex Neil
Alexander Francis Neil (Bellshill, 9 giugno 1981) è un allenatore di calcio ed ex calciatore scozzese, di ruolo centrocampista, tecnico del Millwall.

## Carriera

### Giocatore

#### Gli esordi ad Airdrieonians
Neil ha iniziato la sua carriera nel Dunfermline Athletic, per poi andare gratuitamente nel Airdrieonians nell'estate del 1999, dove iniziò la sua avventura nella massima divisione scozzese.
Ha fatto il suo debutto professionale il 3 gennaio 2000, in sostituzione di Steve McCormick al 64º minuto in una sconfitta di casa 0-2 contro il Falkirk. Cinque giorni dopo, alla sua prima partita da titolare, segna all'ottavo minuto nella sconfitta per 3-1 contro St Mirren. Ha finito la sua prima stagione con 5 gol da 16 partite, con gli altri quattro segnati in tre partite consecutive nel mese di aprile, tra cui due in una vittoria 3-0 in casa dello Greenock Morton.

#### Barnsley e Mansfield Town
Dopo la sua prima stagione professionale, (giocando però solo la meta delle partite) Alex si trasferisce nel Barnsley. Ha fatto il suo debutto il 26 agosto 2000, sostituendo Lee Jones nella vittoria per 4-1 contro il West Bromwich Albion. Concluse la sua prima stagione con 32 presenze,
Il 15 settembre 2001 Neil ha segnato il suo primo gol nel calcio inglese.
Nella squadra britannica gioca 4 anni per poi firmare per il Mansfield Town, trasferendosi gratuitamente il 20 luglio 2004.
In quella stagione conquistò 41 presenze e segnò la sua prima rete il 23 novembre nel primo turno della FA Cup, gol che purtroppo servì a poco visto che vennero sconfitti 4-1 contro il Colchester United.

#### Hamilton Academical
Dopo una stagione a Mansfield, torna in Scozia, precisamente nell'Hamilton Academical, conquistando la promozione alla massima divisione scozzese nel 2008.
Ha fatto il suo debutto il 13 agosto, perdendo 0-1 contro lo St Johnstone al New Douglas Park.
Segna il suo primo gol nel secondo turno della Scottish Challenge Cup.
Neil ha giocato 30 partite di campionato nel 2007-08, mentre Hamilton ha vinto la divisione e la promozione alla Premier League scozzese. Ha segnato una volta quella stagione, aprendo una vittoria a 4-0 contro Stirling Albion il 15 settembre 2007 con un calcio di 40 metri.

### Allenatore

#### Inizi nell'Hamilton Academical
La sua carriera da allenatore inizia proprio dove finì quella da giocatore, dopo che il manager Billy Reid ha lasciato la sua posizione dirigenziale a Hamilton nell'aprile del 2013
In quel caso Neil fu nominato giocatore/manager in via provvisoria. È stato nominato direttore permanente il 24 maggio 2013, all'età di 31 anni.
Neil ha portato il club alla promozione per tornare al primo volo nella sua prima stagione, vincendo attraverso il play-off nel maggio 2014. Hamilton ha quindi goduto di un buon inizio per la Premiership scozzese 2014-15, sconfiggendo il Celtic per la prima volta dopo 76 anni.

#### Norwich City
Nel gennaio del 2015, Neil fu confermato come nuovo dirigente del Norwich City a 33 anni, il secondo più giovane dopo Adam Murray.
Alex concluse il campionato conquistando la promozione per disputare la Premier League 2015-2016 che, successivamente, gli valse un nuovo contratto per la medesima squadra.

#### Preston North End
Il 4 luglio 2017, Neil prese l'incarico di allenatore per il Preston North End, sostituendo l'ex manager Simon Grayson, che ha lasciato il club per allenare gli inglesi del Sunderland.

#### Sunderland
A febbraio 2022, accetta un contratto con il Sunderland AFC, prendendo il posto di Lee Johnson. Esordisce il 12 febbraio nella trasferta contro il AFC Wimbledon pareggiato 1-1 

## Statistiche

### Statistiche da allenatore
Statistiche aggiornate al 28 agosto 2022.
| Stagione                   | Squadra                    | Campionato                 | Campionato | Campionato | Campionato | Campionato | Coppe nazionali | Coppe nazionali | Coppe nazionali | Coppe nazionali | Coppe nazionali | Coppe continentali | Coppe continentali | Coppe continentali | Coppe continentali | Coppe continentali | Altre coppe | Altre coppe | Altre coppe | Altre coppe | Altre coppe | Totale | Totale | Totale | Totale | % Vittorie | Piazzamento |
| Stagione                   | Squadra                    | Comp                       | G          | V          | N          | P          | Comp            | G               | V               | N               | P               | Comp               | G                  | V                  | N                  | P                  | Comp        | G           | V           | N           | P           | G      | V      | N      | P      | %          | Piazzamento |
| -------------------------- | -------------------------- | -------------------------- | ---------- | ---------- | ---------- | ---------- | --------------- | --------------- | --------------- | --------------- | --------------- | ------------------ | ------------------ | ------------------ | ------------------ | ------------------ | ----------- | ----------- | ----------- | ----------- | ----------- | ------ | ------ | ------ | ------ | ---------- | ----------- |
| apr.-giu. 2013             | Hamilton Academical        | SFD                        | 7          | 5          | 1          | 1          | SC+CdL          | -               | -               | -               | -               | -                  | -                  | -                  | -                  | -                  | -           | -           | -           | -           | -           | 7      | 5      | 1      | 1      | 71,43      | Sub., 5º    |
| 2013-2014                  | Hamilton Academical        | SC                         | 36+4       | 19+2       | 10+1       | 7+1        | SC+CdL          | 1+4             | 0+2             | 0+0             | 1+2             | -                  | -                  | -                  | -                  | -                  | -           | -           | -           | -           | -           | 45     | 23     | 11     | 11     | 51,11      | 2º          |
| 2014-gen. 2015             | Hamilton Academical        | SP                         | 20         | 12         | 3          | 5          | SC+CdL          | 1+4             | 0+2             | 0+1             | 1+1             | -                  | -                  | -                  | -                  | -                  | -           | -           | -           | -           | -           | 25     | 14     | 4      | 7      | 56,00      | Dimis.      |
| Totale Hamilton Academical | Totale Hamilton Academical | Totale Hamilton Academical | 63+4       | 36+2       | 14+1       | 13+1       |                 | 10              | 4               | 1               | 5               |                    | -                  | -                  | -                  | -                  |             | -           | -           | -           | -           | 77     | 42     | 16     | 19     | 54,55      |             |
| gen.-giu. 2015             | Norwich City               | FLC                        | 22+3       | 15+2       | 4+1        | 3+0        | FACup+CdL       | -               | -               | -               | -               | -                  | -                  | -                  | -                  | -                  | -           | -           | -           | -           | -           | 25     | 17     | 5      | 3      | 68,00      | Sub., 3º    |
| 2015-2016                  | Norwich City               | PL                         | 38         | 9          | 7          | 22         | FACup+CdL       | 1+3             | 0+2             | 0+1             | 1+0             | -                  | -                  | -                  | -                  | -                  | -           | -           | -           | -           | -           | 42     | 11     | 8      | 23     | 26,19      | 19º         |
| 2016-mar. 2017             | Norwich City               | FLC                        | 36         | 15         | 8          | 13         | FACup+CdL       | 2+3             | 0+2             | 1+1             | 1+0             | -                  | -                  | -                  | -                  | -                  | -           | -           | -           | -           | -           | 41     | 17     | 10     | 14     | 41,46      | Eson.       |
| Totale Norwich City        | Totale Norwich City        | Totale Norwich City        | 96+3       | 39+2       | 19+1       | 38+0       |                 | 9               | 4               | 3               | 2               |                    | -                  | -                  | -                  | -                  |             | -           | -           | -           | -           | 108    | 45     | 23     | 40     | 41,67      |             |
| 2017-2018                  | Preston N.E.               | FLC                        | 46         | 19         | 16         | 11         | FACup+CdL       | 2+1             | 1+0             | 0+0             | 1+1             | -                  | -                  | -                  | -                  | -                  | -           | -           | -           | -           | -           | 49     | 20     | 16     | 13     | 40,82      | 7º          |
| 2018-2019                  | Preston N.E.               | FLC                        | 46         | 16         | 13         | 17         | FACup+CdL       | 1+3             | 0+2             | 0+1             | 1+0             | -                  | -                  | -                  | -                  | -                  | -           | -           | -           | -           | -           | 50     | 18     | 14     | 18     | 36,00      | 14º         |
| 2019-2020                  | Preston N.E.               | FLC                        | 46         | 18         | 12         | 16         | FACup+CdL       | 1+3             | 0+1             | 0+1             | 1+1             | -                  | -                  | -                  | -                  | -                  | -           | -           | -           | -           | -           | 50     | 19     | 13     | 18     | 38,00      | 9º          |
| 2020-mar. 2021             | Preston N.E.               | FLC                        | 38         | 13         | 5          | 20         | FACup+CdL       | 1+3             | 0+2             | 0+0             | 1+1             | -                  | -                  | -                  | -                  | -                  | -           | -           | -           | -           | -           | 42     | 15     | 5      | 22     | 35,71      | Eson.       |
| Totale Preston N.E.        | Totale Preston N.E.        | Totale Preston N.E.        | 176        | 66         | 46         | 64         |                 | 15              | 6               | 2               | 7               |                    | -                  | -                  | -                  | -                  |             | -           | -           | -           | -           | 191    | 72     | 48     | 71     | 37,70      |             |
| feb.-giu. 2022             | Sunderland                 | FL1                        | 15+3       | 8+2        | 6+1        | 1+0        | FACup+CdL       | -               | -               | -               | -               | -                  | -                  | -                  | -                  | -                  | FLT         | -           | -           | -           | -           | 18     | 10     | 7      | 1      | 55,56      | Sub. 5º     |
| lug.-ago. 2022             | Sunderland                 | FLC                        | 6          | 2          | 2          | 2          | FACup+CdL       | 0+1             | 0               | 0               | 1               | -                  | -                  | -                  | -                  | -                  | -           | -           | -           | -           | -           | 7      | 2      | 2      | 3      | 28,57      | Dimis.      |
| Totale Sunderland          | Totale Sunderland          | Totale Sunderland          | 21+3       | 10+2       | 8+1        | 3+0        |                 | 1               | 0               | 0               | 1               |                    | -                  | -                  | -                  | -                  |             | -           | -           | -           | -           | 25     | 12     | 9      | 4      | 48,00      |             |
| ago. 2022-2023             | Stoke City                 | FLC                        | 40         | 12         | 10         | 18         | FACup+CdL       | 3+0             | 2+0             | 0+0             | 1+0             | -                  | -                  | -                  | -                  | -                  | -           | -           | -           | -           | -           | 43     | 14     | 10     | 19     | 32,56      | Sub., 16°   |
| ago.-dic. 2023             | Stoke City                 | FLC                        | 20         | 6          | 3          | 11         | FACup+CdL       | 0+3             | 0+2             | 0+0             | 0+1             | -                  | -                  | -                  | -                  | -                  | -           | -           | -           | -           | -           | 23     | 8      | 3      | 12     | 34,78      | Eson        |
| Totale Stoke City          | Totale Stoke City          | Totale Stoke City          | 60         | 18         | 13         | 29         |                 | 6               | 4               | 0               | 2               |                    | -                  | -                  | -                  | -                  |             | -           | -           | -           | -           | 66     | 22     | 13     | 31     | 33,33      |             |
| gen.-giu. 2025             | Millwall                   | FLC                        | 23         | 11         | 4          | 8          | FACup+CdL       | 3+0             | 2+0             | 0+0             | 1+0             | -                  | -                  | -                  | -                  | -                  | -           | -           | -           | -           | -           | 26     | 13     | 4      | 9      | 50,00      | Sub, 8°     |
| Totale carriera            | Totale carriera            | Totale carriera            | 449        | 186        | 107        | 156        |                 | 44              | 20              | 6               | 18              |                    | -                  | -                  | -                  | -                  |             | -           | -           | -           | -           | 493    | 206    | 113    | 174    | 41,78      |             |

## Palmarès

### Giocatore

#### Competizioni nazionali
- Scottish Championship: 1

Hamilton: 2007-2008